# Survivor Series (2013)
Survivor Series – gala wrestlingu, która odbyła się 24 listopada 2013r w TD Garden w Boston, Massachusetts po raz dwudziesty siódmy. 18 listopada 2013, na Raw Big E Langston pokonał mistrza interkontynentalnego Curtisa Axela w singles title matchu - stając się nowym posiadaczem pasa. Dwa dni później Triple H poinformował Langstona, że będzie bronił tytułu w rematchu na SS 2013.

## Mecze
| Lp.                                           | Mecz | Stypulacja                                                    | Czas  | Zwycięzca                       |
| --------------------------------------------- | --- | ------------------------------------------------------------- | ----- | ------------------------------- |
| Pre-Show                                      | Kofi Kingston vs The Miz | Singles match                                                 | 08:35 | The Miz                         |
| 1                                             | Cody Rhodes & Goldust (c), The Usos (Jimmy & Jey) & Rey Mysterio vs. The Shield (Dean Ambrose (c), Seth Rollins, & Roman Reigns) & The Real Americans (Antonio Cesaro & Jack Swagger) (z Zelb Colter)                                             | 5 on 5 Traditional Survivor Series Elimination Tag Team match | 23:23 | The Shield & The Real Americans |
| 2                                             | Big E Langston (c) vs. Curtis Axel | Singles match + Intercontinental Championship                 | 05:57 | Big E Langston                  |
| 3                                             | Team Total Divas (Natalya, The Bella Twins (Brie Bella & Nikki Bella), The Funkadactyls (Naomi Knight & Ariane Andrew), Eva Marie, & JoJo) vs. Team True Divas (AJ Lee (c), Tamina Snuka, Kaitlyn, Alicia Fox, Rosa Mendes, Aksana, & Summer Rae) | 7 on 7 Traditional Survivor Series Elimination Tag Team match | 11:33 | Team Total Divas                |
| 4                                             | Mark Henry vs Ryback | Singles match                                                 | 04:48 | Mark Henry                      |
| 5                                             | John Cena (c) vs Alberto Del Rio | Singles match + World Heavyweight Championship                | 18:48 | John Cena                       |
| 6                                             | CM Punk & Daniel Bryan vs. The Wyatt Family (Luke Harper & Erick Rowan) (z Bray Wyatt) | Tag Team match                                                | 16:51 | CM Punk & Daniel Bryan          |
| 7                                             | Randy Orton (c) vs Big Show | Singles match + WWE Championship                              | 11:10 | Randy Orton                     |
| c) – mistrz/mistrzowie/diva przed pojedynkiem | |                                                               |       |                                 |

## Survivor Series elimination matches
1
| Eliminacja | Wrestler                             | Drużyna                              | Wyeliminowany przez                  | Czas                                 |
| ---------- | ------------------------------------ | ------------------------------------ | ------------------------------------ | ------------------------------------ |
| 1          | Dean Ambrose                         | Shield/Real Americans                | Cody Rhodes                          | 02:13                                |
| 2          | Jack Swagger                         | Shield/Real Americans                | Jey Uso                              | 08:12                                |
| 3          | Antonio Cesaro                       | Shield/Real Americans                | Cody Rhodes                          | 09:58                                |
| 4          | Jimmy Uso                            | Mysterio/Usos/Rhodes/Goldust         | Roman Reigns                         | 14:33                                |
| 5          | Cody Rhodes                          | Mysterio/Usos/Rhodes/Goldust         | Roman Reigns                         | 15:43                                |
| 6          | Jey Uso                              | Mysterio/Usos/Rhodes/Goldust         | Seth Rollins                         | 16:47                                |
| 7          | Seth Rollins                         | Shield/Real Americans                | Rey Mysterio                         | 19:43                                |
| 8          | Goldust                              | Mysterio/Usos/Rhodes/Goldust         | Roman Reigns                         | 22:58                                |
| 9          | Rey Mysterio                         | Mysterio/Usos/Rhodes/Goldust         | Roman Reigns                         | 23:23                                |
| Wygrana:   | Roman Reigns (Shield/Real Americans) | Roman Reigns (Shield/Real Americans) | Roman Reigns (Shield/Real Americans) | Roman Reigns (Shield/Real Americans) |

2
| Eliminacja | Diva                                | Drużyna                             | Wyeliminowana przez                 | Czas                                |
| ---------- | ----------------------------------- | ----------------------------------- | ----------------------------------- | ----------------------------------- |
| 1          | Alicia Fox                          | True Divas                          | Naomi                               | 01:24                               |
| 2          | Cameron                             | Total Divas                         | Rosa Mendes                         | 02:28                               |
| 3          | Rosa Mendes                         | True Divas                          | Nikki Bella                         | 02:45                               |
| 4          | Summer Rae                          | True Divas                          | Nikki Bella                         | 03:27                               |
| 5          | Eva Marie                           | Total Divas                         | Kaitlyn                             | 04:21                               |
| 6          | Naomi                               | Total Divas                         | Kaitlyn                             | 04:34                               |
| 7          | Kaitlyn                             | True Divas                          | Brie Bella                          | 05:12                               |
| 8          | Brie Bella                          | Total Divas                         | Aksana                              | 05:42                               |
| 9          | Aksana                              | True Divas                          | Nikki Bella                         | 06:42                               |
| 10         | JoJo                                | Total Divas                         | AJ Lee                              | 09:28                               |
| 11         | Tamina Snuka                        | True Divas                          | Natalya                             | 10:51                               |
| 12         | AJ Lee                              | True Divas                          | Natalya                             | 11:33                               |
| Wygrana:   | Natalya & Nikki Bella (Total Divas) | Natalya & Nikki Bella (Total Divas) | Natalya & Nikki Bella (Total Divas) | Natalya & Nikki Bella (Total Divas) |